# Mahendra del Nepal

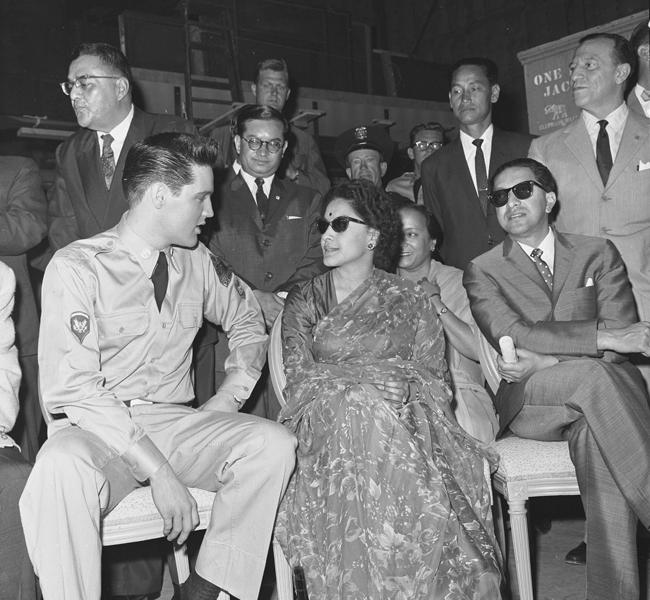
Elvis Presley con Mahendra e la consorte Ratna

Mahendra Bir Bikram Shah Dev (in nepalese महेन्द्र वीर बिक्रम शाहदेव, Mahendra Vīra Vikrama Śāhadeva; Katmandu, 11 giugno 1920 – Bharatpur, 31 gennaio 1972) è stato Re del Nepal dal 1955 al 1972.

## Biografia

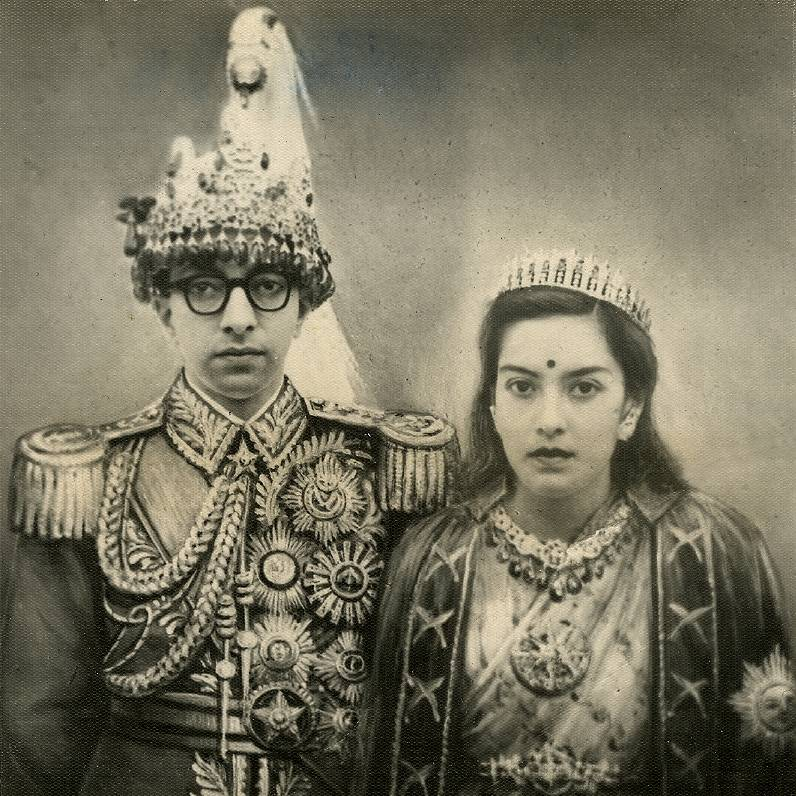
Re Mahendra e della regina Ratna ca 1957 AD

Nacque l'11 giugno 1920 a Katmandu, figlio primogenito del re Tribhuvan e della regina Kanti. Si insediò nel 1955 e nel 1960 sospese le libertà costituzionali e sciolse il Governo allora guidato dal Primo Ministro Bishweshwar Prasad Koirala.
Modificò il sistema istituzionale nepalese vietando i partiti politici ed instaurando il panchayat, antico sistema amministrativo indostano basato sulle assemblee locali chiamate "consigli dei Cinque". Morì d'infarto a Diyalo Bungalow (Chitwan) il 31 gennaio 1972.

## Discendenza
Mahendra e sua prima moglie la principessa ereditaria Indra del Nepal ebbero sei figli:
1. Principessa Shanti Singh (20 novembre 1940 – 1 giugno 2001), si sposò con Kumar Deepak Jang Bahadur Singh, 60° raja di Bajhang, ed ebbe figli;
2. Principessa Sharada Shah (2 febbraio 1942 – 1 giugno 2001), si sposò con Kumar Khadga Bikram Shah ed ebbe figli;
3. Re Birendra (28 dicembre 1945 – 1 giugno 2001), si sposò con Aishwarya Rajya Lakshmi Devi ed ebbe figli;
4. Re Gyanendra (7 luglio 1947 – vivente), si sposò con Komal Rajya Lakshmi Devi ed ebbe figli;
5. Principessa Shova Shahi (17 gennaio 1949 – vivente), si sposò con Kumar Mohan Bahadur Shahi ma non ebbe figli;
6. Principe Dhirendra (4 gennaio 1950 – 1 giugno 2001), si sposò con Prekshya Rajya Lakshmi Devi ed ebbe figli.